# 克雷森·哈迪
克雷森·哈迪（英語：Cresent Hardy；1957年6月23日—）是美国的一位政治人物。2015年1月至2017年1月擔任內華達州第四國會選區的美國眾議院議員。他的黨籍是共和黨。在當選國會議員之前，他也曾經擔任内华达州议会議員。